# Свейск
Свейск — деревня в  Большелуцком сельском поселении Кингисеппского района Ленинградской области.

## История
На карте Ингерманландии А. И. Бергенгейма, составленной по шведским материалам 1676 года, упоминается деревня Luitilyka.
На шведской «Генеральной карте провинции Ингерманландии» 1704 года она обозначена как Svetiluka.
Деревня Рвенска упомянута на карте Ингерманландии А. Ростовцева 1727 года.
Как деревня Свейсно она обозначена на карте Санкт-Петербургской губернии Я. Ф. Шмидта 1770 года.
Деревня Свейски нанесена на карте Санкт-Петербургской губернии 1792 года А. М. Вильбрехта.
На карте Санкт-Петербургской губернии Ф. Ф. Шуберта 1834 года обозначена деревня Свейска.

СВЕЙСКО — деревня принадлежит генерал-майорше Резвовой, число жителей по ревизии: 27 м. п., 14 ж. п. (1838 год)

Согласно карте профессора С. С. Куторги 1852 года деревня называлась Свейска.

СВЕЙСКО — деревня полковницы Сабанеевой, по просёлочной дороге, число дворов — 8, число душ — 29 м. п. (1856 год)

СВЕЙСК — деревня, число жителей по X-ой ревизии 1857 года: 32 м. п., 44 ж. п., всего 76 чел.

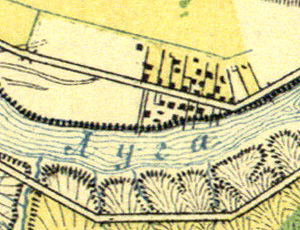
Деревня Свейск на карте 1860 года

Согласно «Топографической карте частей Санкт-Петербургской и Выборгской губерний» в 1860 году деревня Свейск была безымянным селением.

СВЕЙСКО — деревня владельческая при реке Луге, число дворов — 11, число жителей: 37 м. п., 36 ж. п. (1862 год)

В 1865—1866 годах временнообязанные крестьяне деревни выкупили свои земельные наделы у Н. А. Сабанеевой и стали собственниками земли.

СВЕЙСК — деревня, по земской переписи 1882 года: семей — 16, в них 39 м. п., 46 ж. п., всего 85 чел.

СВЕЙСК — деревня, число хозяйств по земской переписи 1899 года — 14, число жителей: 45 м. п., 46 ж. п., всего 91 чел.;
 разряд крестьян: бывшие владельческие; народность: русская

В конце XIX — начале XX века деревня административно относилась к Горкской волости 2-го стана Ямбургского уезда Санкт-Петербургской губернии.
По данным «Памятной книжки Санкт-Петербургской губернии» за 1905 год деревня называлась Свейско.
Согласно данным переписи населения СССР 1926 года в деревне Свейск Свейского сельсовета Горкской волости Кингисеппского уезда проживали 94 человека, все русские.

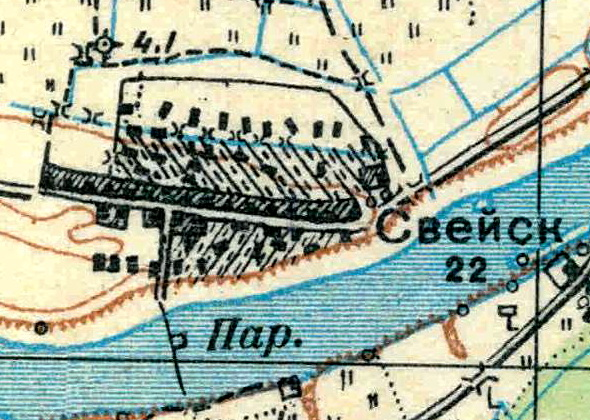
План деревни Свейск. 1930 год

Согласно топографической карте РККА 1930 года деревня насчитывала 22 двора. В деревне находилась паромная переправа.
По данным 1933 года деревня называлась Свейск и входила в состав Кошкинского сельсовета Кингисеппского района.
По данным 1966, 1973 и 1990 годов деревня Свейск также входила в состав Кошкинского сельсовета.
В 1997 году в деревне Свейск Большелуцкой волости проживали 5 человек, в 2002 году — 4 человека (все русские), в 2007 году — 9.

## География
Деревня расположена в юго-западной части района на автодороге 41К-579 (Кингисепп — Манновка).
Расстояние до административного центра поселения — 18 км.
Расстояние до ближайшей железнодорожной станции Сала — 12 км.
Деревня находится на правом берегу реки Луга.

## Демография
| 1838 | 1857 | 1862 | 1882 | 1899 | 1997 | 2007 |
| ---- | ---- | ---- | ---- | ---- | ---- | ---- |
| 41   | ↗76  | ↘73  | ↗85  | ↗91  | ↘5   | ↗9   |
| 2010 | 2017 |      |      |      |      |      |
| ↗19  | ↗25  |      |      |      |      |      |

### Национальный состав
Согласно данным Всероссийской переписи населения 2021 года в деревне проживали 23 человека, из них:
 русские — 18, поляки — 2, белорусы — 1, немцы — 1, один человек национальность не указал.